# 자기언급
자기언급(self-reference)이란, 자연언어 또는 형식언어에서 문장, 생각, 논리식 따위가 자기 자신을 가리키는 것을 의미한다. 이러한 언급은 직접 행해지기도 하고, 어떠한 중간의 문장이나 식을 통해서, 또는 의미론적 부호화에 의해서 행해지기도 한다. 철학에서, 이는 주체가 자신에 대해서 언급할 수 있는 능력을 가지고 있음을 의미한다. 곧 문법적으로는 1인칭 대명사를 주어로 써서 생각을 표현할 수 있다는 것이다. 자기언급은 자기반사성 및 통각(統覺)과 관련이 있다.
자기언급은 수학, 철학, 컴퓨터과학, 언어학에서 매우 중요한 주제이며, 다양하게 응용되기도 한다. 자기언급적 진술은 거짓말쟁이 역설과 같이 역설적 진술이 될 수 있으며, 이는 재귀적인 것이라고도 할 수 있다.

## 같이 보기
- 거짓말쟁이 역설
- 재귀
- 제4의 벽